# Parc national de Shivapuri Nagarjun
Le parc national de Shivapuri Nagarjun est le neuvième parc national du Népal, réalisé en 2002.
Il est situé dans une région de collines de la partie nord de la vallée de Katmandou. Il prend son nom d’après le mont Shivapuri d’une altitude de 2 732 mètres d’altitude dans laquelle il se situe. Le parc couvre une superficie de 159 km2.

## Historique
La région a toujours été une importante zone de captage d'eau, en fournissant la vallée de Katmandou d’un volume quotidien de plusieurs centaines de milliers de litres d'eau. En 1976, la zone a été classée en bassin hydrographique protégé et en réserve naturelle. En 2002, c’est le Shivapuri qui fut classé en parc national sur 144 km2. Au début de 2009, il fut étendu à la réserve forestière de Nagarjun, amenant le parc à sa taille actuelle.

## Végétation

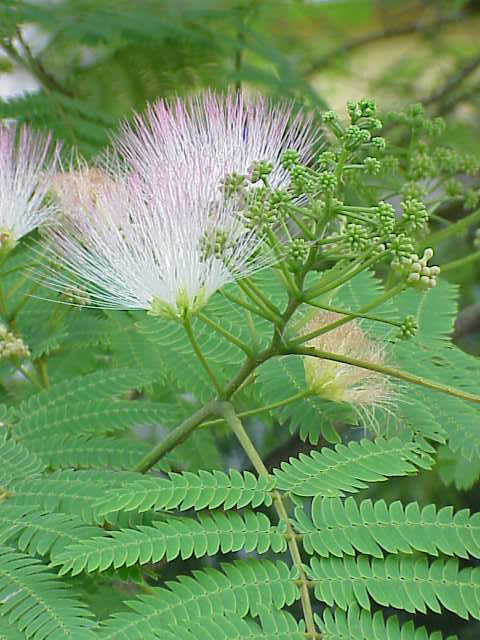
L’arbre de soie est répandu dans le parc

## Climat
Le parc est situé dans une zone de transition entre une zone de climat subtropical et une zone de climat tempéré. Les précipitations annuelles sont d'environ 1400 mm principalement de mai à septembre, avec 80 % durant la mousson. Les températures varient entre 2-17 °C (36-63 °F) durant la saison d'hiver, atteignant jusque 19-30 °C (66-86 °F) pendant la saison d'été.

## Faune

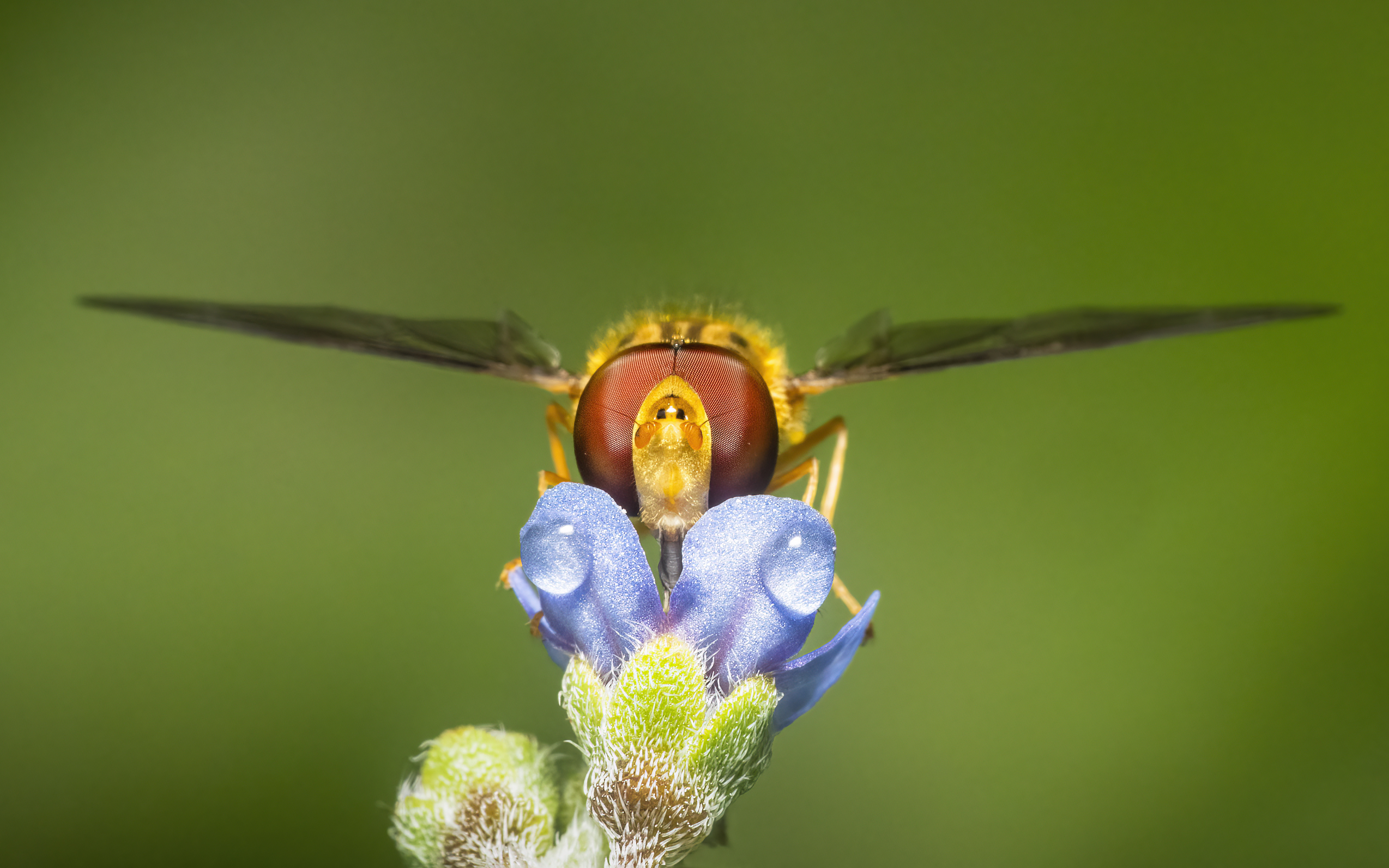
Syrphidae se repose sur un petit bouton de fleur avec des gouttes de rosée par un jour de mousson humide et couvert dans le parc national de Shivapuri Nagarjun. Juillet 2022.

Depuis 2002, plusieurs enquêtes ont été menées pour déterminer la diversité de la faune dans cette zone protégée.
Sur la période de juillet 2003 à juillet 2004, le léopard indien, le chat de jungle, l'ours à collier du Tibet ont été identifiés.
La présence de la Panthère nébuleuse y est également confirmée.
Les ornithologues ont enregistré 318 espèces d'oiseaux dont le hibou grand-duc, le cratérope à bec fin et le gobemouche à gorge blanche.